# Villamartín de Don Sancho
Villamartín de Don Sancho es un municipio y villa española de la provincia de León, en la comunidad autónoma de Castilla y León. Conserva restos de casa fuerte e iglesia. En los siglos modernos perteneció a la familia de los Tovar (Sancho de Tovar). Está en la margen derecha del río Cea. Posee regadío en la vega, secano extensivo y un importante monte de rebollar (La Cota y arroyo San Juan).

## Demografía
Cuenta con una población de 144 habitantes (INE 2024).
| Gráfica de evolución demográfica de Villamartín de Don Sancho entre 1842 y 2021 |
| |
| Población de derecho según los censos de población del INE. Población de hecho según los censos de población del INE. En 1857 disminuye el término del municipio porque independiza a Villaselán y Villaverde de los Arcayos. |

## Comunicaciones
Se encuentra en el cruce de carreteras comarcales entre Almanza, Sahagún, Cea, carretera LE-232 Mansilla de las Mulas y El Burgo Ranero.

## Administración y política

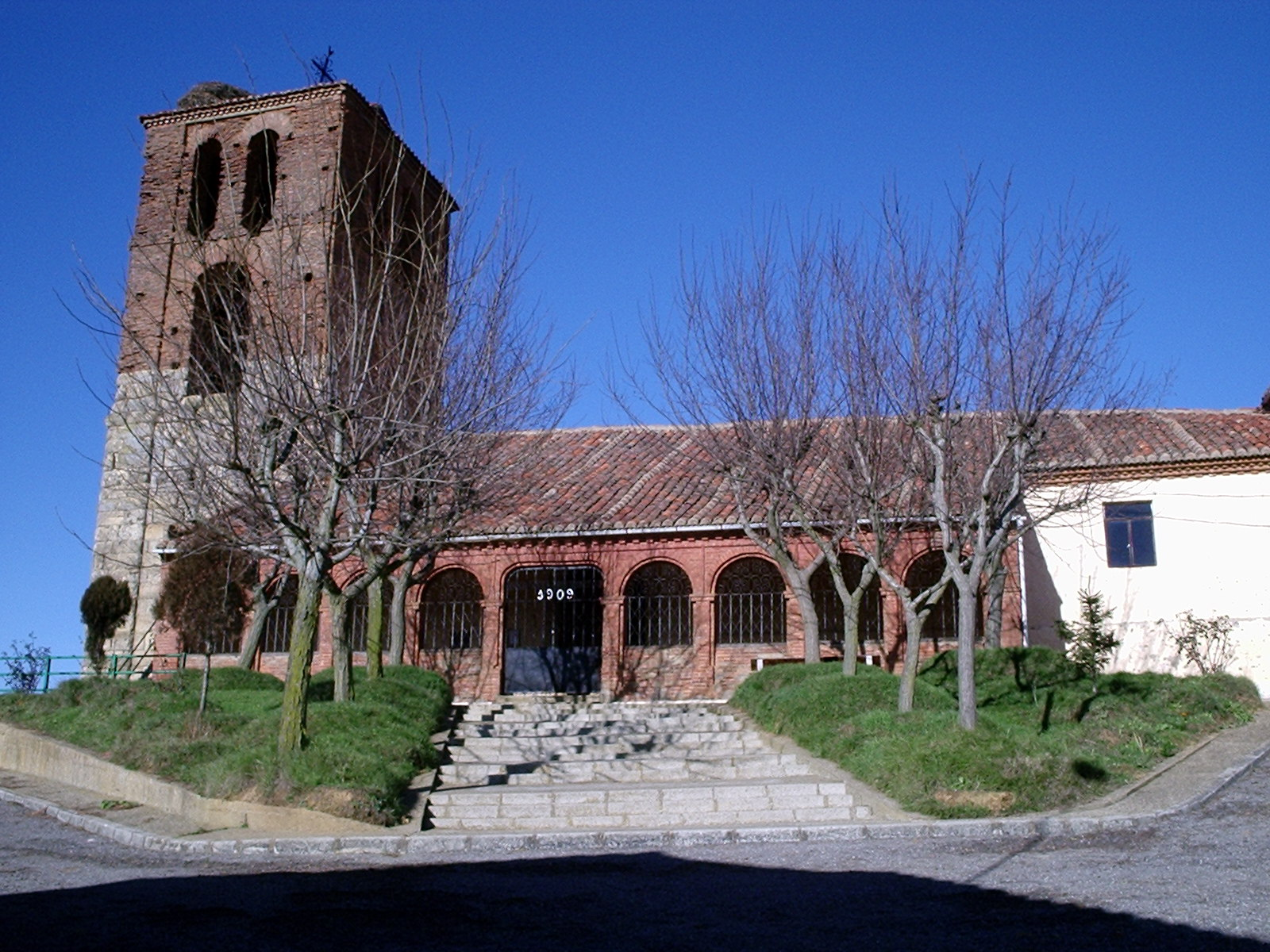
Iglesia del Dulce Nombre de María

| Partido político                         | 2019  | 2019       | 2019 |
| Partido político                         | %     | Concejales |      |
| Partido Popular (PP)                     | 48,45 | 3          |      |
| Unión del Pueblo Leonés (UPL)            | 46,48 | 2          |      |
| Partido Socialista Obrero Español (PSOE) | 3,11  | 0          |      |